# Tetractomia tetrandra
Tetractomia tetrandra är en vinruteväxtart som först beskrevs av William Roxburgh, och fick sitt nu gällande namn av Merrill. Tetractomia tetrandra ingår i släktet Tetractomia och familjen vinruteväxter. Inga underarter finns listade i Catalogue of Life.